# Parc national de Dachigam
Le parc national de Dachigam (Dachigam National Park en anglais et दाचीगाम राष्ट्रीय उद्यान en hindi) est situé dans l'État du Jammu-et-Cachemire en Inde. Englobant une vallée localisée à l'ouest de Srinagar, c'est une zone densément forestière entourée de sommets de plus de 4 000 m. C'est le seul habitat connu du cerf du Cachemire.